# Саргановые
Саргановые (лат. Belonidae) — семейство лучепёрых рыб отряда сарганообразных (Beloniformes). Морские, солоноватоводные и пресноводные рыбы. Представители семейства распространены в умеренных, субтропических и тропических водах всех океанов. Несколько пресноводных видов встречаются в водоёмах Южной, Юго-Восточной Азии, Северной и Южной Америки. Размеры представителей семейства варьируют от 4,8 см у Belonion dibranchodon, до 153 см у Tylosurus acus. Питаются в основном мелкими рыбами, в состав рациона также входят ракообразные и мелкие головоногие.

## Описание
Тело удлинённое, сжато с боков, или округлой, или квадратной формы в поперечном сечении; покрыто мелкой циклоидной, легко опадающей чешуёй. Челюсти длинные, одинаковой длины, образуют характерный «клюв». Характерен метаморфоз челюстей. У личинок после вылупления длина верхней и нижней челюстей одинакова. По мере роста рыб первоначально начинает удлиняться нижняя челюсть (так называемая «полурыловая стадия»). Затем удлиняется верхняя челюсть, и в конце концов челюсти приобретают одинаковую длину. На обеих челюстях многочисленные игловидные острые зубы. У двух пресноводных видов рода Belonion верхняя челюсть короткая. Ноздри располагаются в ямке перед глазами. Спинной и анальный плавники сдвинуты далеко назад к хвостовому стеблю. В плавниках нет жёстких лучей. В спинном плавнике 11—26 мягких лучей (у некоторых видов до 43). В анальном плавнике 12—39 мягких лучей. Нет дополнительных плавничков за спинным и анальным плавниками. Грудные плавники короткие, с 5—15 мягкими лучами. Брюшные плавники с 6 мягкими лучами расположены на брюхе. Хвостовой плавник выемчатый или усечённый. Боковая линия проходит низко по телу, начинаясь от начала грудных плавников; в ней обычно 130—350 чешуй. Позвонков 52—97, из них 33—65 туловищных и 19—41 хвостовых.
Окраска тела большинства представителей семейства обусловлена пелагическим образом жизни вблизи поверхности воды. Верхняя часть тела зеленоватая или голубоватая, а нижняя часть тела и брюхо серебристо-белая. Обычно по бокам тела проходят бледно- или тёмно-синие полосы. Кончик нижней челюсти иногда красного или оранжевого цвета. Цвет костей у представителей семейства от светло- до тёмно-зеленого, из-за повышенного содержания биливердина.

## Классификация
В состав семейства включают 10 родов с 47 видами:
- Ablennes Jordan & Fordice, 1887 — Стрелохвосты, или сарганы-стрелохвосты. Монотипический
- Belone Cuvier, 1816 — Сарганы. 3 вида
- Belonion  Collette, 1966. 2 вида
- Petalichthys Regan, 1904 — Петалихты. Монотипический
- Platybelone Fowler, 1819 — Аргалы, или плоскохвостые сарганы. 2 вида
- Potamorrhaphis Günther, 1866 — Сарганы-потаморафисы. 4 вида
- Pseudotylosurus Fernández-Yépez, 1948. 2 вида
- Strongylura van Hasselt, 1824 — Стронгилуры, или толстохвостые сарганы. 14 видов
- Tylosurus Cocco, 1833 — Тилозуры, или клыкастые сарганы. 10 видов
- Xenentodon Regan, 1911 — Пресноводные сарганы. 2 вида

## Распространение
Представители четырё родов (Belonion, Potamorrhaphis, Pseudotylosurus и Xenentodon) распространены в пресноводных водоёмах Южной Америки. В роде Strongylura, наиболее представительном по количеству видов и разнообразию образа жизни, большинство видов распространены в морских и солоноватых водах Атлантического, Индийского и Тихого океанов; представители трёх видов обитают в пресноводных водоёмах Южной и Центральной Америки, Азии, Океании и Австралии. Представители остальных родов — морские рыбы, обитающие как в прибрежных, так и в открытых водах морей и океанов.

## Опасность для человека
Большинство саргановых передвигаются с большой скоростью и способны выпрыгивать из воды. В связи с этим они представляют серьёзную опасность для человека (рыбаков, ныряльщиков, дайверов, сёрфингистов, кайтсёрфингистов и т. д.). Проникающее ранение наносится клювом рыб. Рыбы также могут кусать человека. Отмечены многочисленные случаи травмирования головы, туловища, ног; зафиксированы смертельные исходы.